# Faro de Punta Panul
Der Faro de Punta Panul ist ein Leuchtturm in der chilenischen Hafenstadt San Antonio. Er steht im Norden der Stadt am Hang des Hügels Cerro El Centinela.

## Beschreibung
Der achteckige Betonturm ist 9,50 Meter hoch. Er ist rot-weiß gebändert und besitzt eine rote Galerie sowie eine weiße Laterne mit roter Kuppel. Er steht auf einer kleinen Plattform am Hang des Hügels Cerro El Centinela. Die benachbarten einstöckigen Nebengebäude mit roten Dächern werden von den Familien der drei Leuchtturmwärter bewohnt. Das von einer Xenon-Gasentladungslampe erzeugte weiße Licht trägt 32 Seemeilen weit. Die Lichtblitze folgen einander im Abstand von 10 Sekunden. Bei schlechter Sicht ertönt alle 30 Sekunden ein Nebelsignal. Der Komplex verfügt außerdem über eine Wetterstation.

## Geschichte
Der erste Leuchtturm an dieser Stelle wurde von Luis Moreau entworfen und am 25. Februar 1924 in Betrieb genommen. Der zylindrische Eisenturm hatte eine Höhe von 15 Metern. Er war weiß gestrichen und besaß eine grüne Kuppel. Sein Licht wurde mit Acetylen erzeugt und war 15 Seemeilen weit sichtbar.
Das erste Nebengebäude stammt aus dem Jahr 1936. 1941 wurden weitere Gebäude errichtet und der Leuchtturm durch den heutigen Bau ersetzt. 1965 wurde auf elektrischen Betrieb umgestellt, aber erst seit 1999 kommt eine Xenon-Gasentladungslampe zum Einsatz.
Der Faro de Punta Panul steht seit 2006 als Inmueble de Conservación Histórica unter Denkmalschutz.